# Andrew J. West

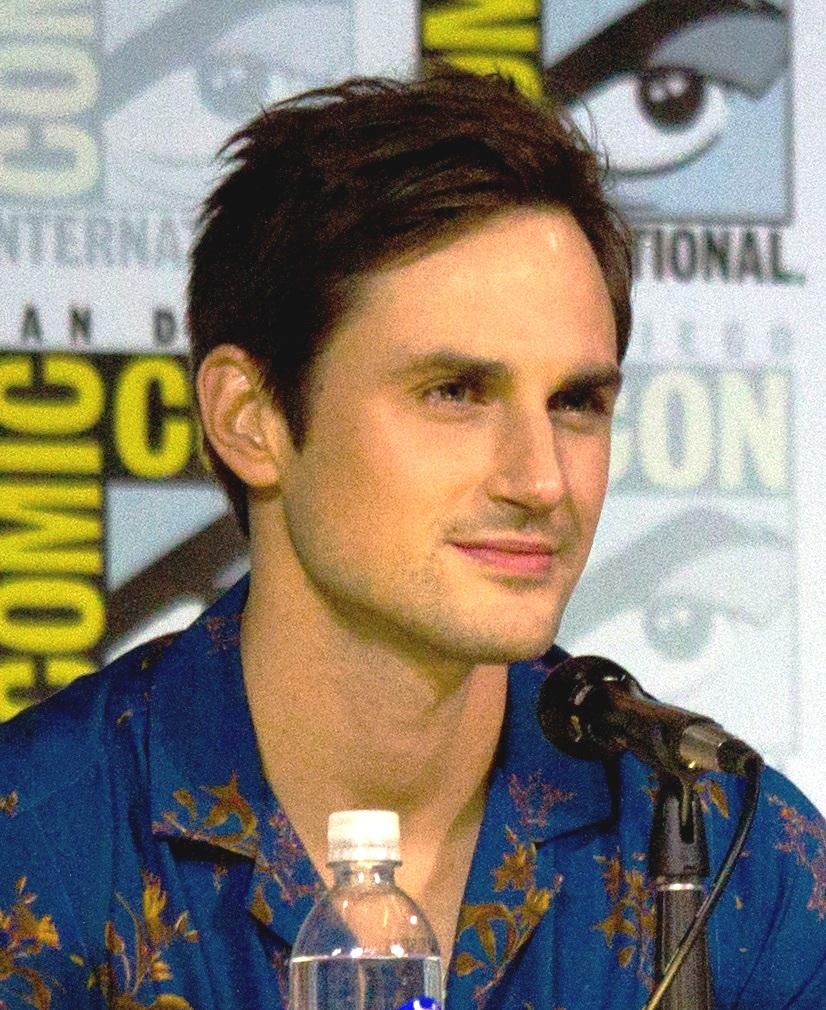
Andrew J. West (2017)

Andrew James West (* 22. November 1986 in Merrillville, Indiana) ist ein US-amerikanischer Schauspieler. Bekannt wurde er durch seine Rolle in der US-Fernsehserie Greek (2009–2010).
West verlobte sich im August 2013 mit der Schauspielerin Amber Stevens, die er am 5. Dezember 2014 in Los Angeles heiratete. Am 7. Oktober 2018 wurde ihre gemeinsame Tochter Ava Laverne geboren.

## Filmografie (Auswahl)
- 2008: Rita Rockt (Rita Rocks, Episode 1x04)
- 2008–2009: Privileged (4 Episoden)
- 2009: Rockville CA (19 Episoden)
- 2009: Bones – Die Knochenjägerin (Bones, Episode 5x06)
- 2009: Ghost Whisperer – Stimmen aus dem Jenseits (Ghost Whisperer, Episode 5x10)
- 2009–2010: Greek (12 Episoden)
- 2010: Nip/Tuck – Schönheit hat ihren Preis (Nip/Tuck, Episode 6x11)
- 2010: CSI: NY (Episode 6x21)
- 2010: Dark Blue (Episode 2x02)
- 2010: CSI: Vegas (CSI: Crime Scene Investigation, Episode 11x07)
- 2010: Shit! My Dad Says ($#*! My Dad Says, Episode 1x11)
- 2011: Body of Proof (Episode 2x09)
- 2012: Castle (Episode 5x07)
- 2014: Suburgatory (Episode 3x07)
- 2014: The Walking Dead (4 Episoden)
- 2014: Hot in Cleveland (Episode 6x02)
- 2015: Justified (Episode 6x10)
- 2015: Under the Dome (2 Episoden)
- 2015: Minority Report (Episode 1x04)
- 2016: Rebirth
- 2017–2018: Once Upon a Time – Es war einmal … (Once Upon a Time, 23 Episoden)
- 2023: Magnum P.I. (Fernsehserie, Episode 5x18)